# Maurizio Verini
Maurizio Verini (Riolo Terme, Itàlia, 9 de juliol de 1943) és un pilot de ral·li italià actualment retirat. Va ser guanyador del Campionat d'Europa de Ral·lis de l'any 1975 amb un Fiat 124 Abarth Rallye i del Campionat d'Itàlia de Ral·lis de l'any 1974 també amb un Fiat 124 Abarth Rallye.

## Trajectòria
Verini aconsegueix guanyar el seu primer títol important l'any 1974, quan a bord d'un Fiat 124 Abarth Rallye guanya el Campionat d'Itàlia de Ral·lis amb Luigi Macaluso de copilot. A més a més, aquella temporada acaba en tercera posició del Campionat d'Europa de Ral·lis.
L'any 1975 aconsegueix el títol continental, de nou amb un Fiat 124 Abarth Rallye, comptant en aquesta ocasió amb Francesco Rossetti de copilot. Entre les seves victòries d'aquella temporada cal destacar l'aconseguida al Ral·li Costa Brava. Aquell any també aconsegueix guanyar la categoria Grup 4 de la prova del Campionat Mundial de Ral·lis del Ral·li de la Gran Bretanya.
Caldria destacar que, dins del Campionat Mundial, va quedar segon del Ral·li de Sanremo en dues ocasions els anys 1977 i 1978, superat per Jean-Claude Andruet en el primer i per Markku Alén en el segon.